# Aphelandra heydeana
Aphelandra heydeana là một loài thực vật có hoa trong họ Ô rô. Loài này được Donn.Sm. mô tả khoa học đầu tiên năm 1893.